# 중력 가속도
중력 가속도(重力加速度, gravitational acceleration)는 물리학에서 중력에 의해 운동하는 물체가 지니는 가속도이다. 좁은 의미로는 지구의 중력으로 얻어지는 가속도를 의미한다. 갈릴레오 갈릴레이에 의해 지구 중력 가속도는 물체의 질량과 관계없이 대략 일정하다는 것이 밝혀졌다. 기호로는 흔히 g 로 나타낸다.

## 중력 상수
만유인력의 법칙에 따르면, 두 물체 {\displaystyle m_{1},m_{2}} 사이의 중력적 인력{\displaystyle \left(F_{1},F_{2}\right)}은 그 두 질량의 곱에 비례하며 그 두 물체의 중심점으로부터의 거리의 제곱에 반비례한다.
{\displaystyle F_{1}=F_{2}=G{{m_{1}m_{2}} \over {\left(r_{1}+r_{2}+r_{3}\right)^{2}}}}
{\displaystyle r_{1}}은{\displaystyle m_{1}}의 반지름, {\displaystyle r_{2}}는{\displaystyle m_{2}}의 반지름,{\displaystyle r_{3}}는 {\displaystyle m_{1},m_{2}}의 거리
따라서
{\displaystyle F_{1}=F_{2}=G{{m_{1}m_{2}} \over {R^{2}}}}
따라서
{\displaystyle F=G{{m_{1}m_{2}} \over {R^{2}}}}
이 식에서 비례 상수 {\displaystyle G}는 중력 상수이다.

## 지구의 중력가속도
지구의 반지름이 일정하지 않기 때문에 정확한 값은 위치마다 다르다. 지오이드를 기준으로 한 표준 중력가속도 값은 9.80665 m/s²이다. 무게는 어떤 물체의 질량({\displaystyle m})에 중력가속도({\displaystyle g})를 곱한 값이다.
(무게){\displaystyle =m\cdot g}
중력 가속도는 어떤 물체를 지구가 끌어당기는 중력을 통해 구할 수 있다.
{\displaystyle mg=G{Mm \over R^{2}}}
R : 지구의 반지름, M : 지구의 질량,m : 물체의 질량, G : 중력상수
따라서

{\displaystyle {g}=G{{M} \over {R^{2}}}}

## 같이 보기
- 지구질량
- 중력질량
- 관성질량
- 표준중력
- 캐번디시 실험